# Eskil Hansson
Eskil Roland Harry Hansson, född 15 oktober 1926 i Gamlestads församling i Göteborg, är en svensk målare.
Hansson studerade vid Slöjdföreningens skola och Valands konstskola i Göteborg, samt vid Konstakademien i Köpenhamn och företog därefter studieresor till bland annat Danmark och Frankrike.
Han tilldelades Östgöta konstförenings stipendium 1978. Hansson är representerad vid Göteborgs konstmuseum, Malmö museum, Norrköpings konstmuseum och Östergötlands museum.